# Giuseppe Battista Piacenza
Giuseppe Battista Piacenza (Torino, 21 maggio 1735 – Pollone, 4 ottobre 1818) è stato un architetto italiano.

## Biografia
Allievo di Benedetto Alfieri, Piacenza si forma grazie a lunghi studi e viaggi attraverso l'Italia (Lombardia, Napoli, Venezia): dal 1757 ricopre l'incarico di Soprastante dei Palazzi Reali di Torino Nel 1773 il re lo incarica di restaurare il Castello di Chambéry, voluto da Vittorio Amedeo III per suo figlio ed erede al trono Carlo Emanuele IV di Savoia, e nel 1774 gli concede una pensione. Il restauro del castello, terminato nel 1776, gli procura la nomina il 21 marzo del 1777, anche in seguito alla morte dell'Alfieri, a Primo Architetto di Corte di Sua Maestà. 
Nel 1777 è incaricato dal re di preparare un nuovo piano di Carouge e un progetto per la chiesa. I progetti si susseguono dal maggio 1777 al giugno 1778 ( la città, la chiesa, la dogana, il presbiterio, la scuola femminile, la porta monumentale del cimitero, il campanile), ma non saranno eseguiti che in parte e con molte difficoltà. Il secondo piano regolatore di Piacenza per Carouge prende lo spunto dall'orientazione a scacchiera prevista da Francesco Garella, ma trasforma le attuali vie Ancienne et Vautier in boulevard periferico, aggiungendovi dei rondeaux, dei giardini e un canale. 
Quando anche il secondogenito del re si sposò, nel 1789, Piacenza viene incaricato di allestire il secondo piano del Palazzo Reale di Torino, assieme al collega Carlo Randoni: da quel momento, le aree curate dai due architetti prenderanno il nome di Appartamenti dei Duchi d'Aosta. Allo stesso periodo risalgono i lavori, sempre in collaborazione con il Randoni, al castello di Moncalieri e alla Reggia di Venaria Reale. Assai stimato come decoratore d'interni, nel 1790 Piacenza è attivo anche a Palazzo Chiablese.
Nel 1788 entra a far parte del Consiglio degli edili, nel 1790 è nominato capitano del Castello di Chambéry, e nel 1792 membro del Congresso di architettura. 
Dopo la morte di Vittorio Amedeo III nel 1796, il 6 dicembre dello stesso anno è nominato dal suo successore Carlo Emanuele IV Primo Architetto Civile di Sua Maestà.  Nel 1798 si ritira dalla vita pubblica.
Alla caduta della monarchia sabauda in Piemonte, Piacenza, assieme al collega Randoni, si schiera con il nuovo governo francese, venendo nominato, nel 1804, Architetto Imperiale. In quanto i palazzi sabaudi vennero nominati con l'aggettivazione "imperiale", Piacenza lavora per l'abbellimento degli stessi, al fine di renderli consoni al nuovo rango. 
Dal 1812 al 1814 pubblica un'edizione della Vita di Michelangelo e il terzo e il quarto volume dell'opera di Baldinucci (il quinto volume uscirà nel 1817 e il sesto -postumo- nel 1820).
Tornati i Savoia, Piacenza viene reintrodotto nella carica di Primo Architetto, allestendo nel 1815 al Primo Piano di Palazzo Reale l'appartamento della Regina. Tra i suoi progetti, vi è anche un nuovo scalone per il Castello di Moncalieri, mai realizzato, e la terrazza, poi costruita da Carlo Randoni, al Castello del Valentino.
Nel 1816 fa di nuovo parte del Consiglio degli edili ed entra all'Accademia delle Scienze. 
Muore a Pollone il 4 ottobre del 1818.